# Francesc Guasch i Fernández
Francesc Guasch i Fernández (Les Borges Blanques, 17 de juny de 1932) és un polític català.

## Biografia
Treballà com a agent comercial i d'assegurances i com a administratiu en una oficina d'exportació d'olis. És membre d'Òmnium Cultural Fou vicepresident del Consell Nacional d'Unió Democràtica de Catalunya (UDC), partit amb el qual fou nomenat tinent d'alcalde de Les Borges Blanques a les eleccions municipals espanyoles de 1979.
Fou elegit diputat per la província de Lleida per Convergència i Unió a les eleccions al Parlament de Catalunya de 1984 i 1988. Durant la primera legislatura fou secretari de la comissió de control parlamentari de RTVE i en la segona fou secretari de la Comissió de Política Territorial del Parlament de Catalunya.